# Zoé Vergé-Dépré
Zoé Sarah Vergé-Dépré (23 de fevereiro de 1998) é uma jogadora de vôlei de praia suíça.

## Carreira
Representou seu pais no vôlei de quadra (indoor) na edição do Campeonato Europeu Sub-18 em 2015 terminando na vigésima segunda posição e na categoria Sub-19 em 2016, atuando na posição de ponteira, ocasião que finalizou na décima sétima posição, época que era atleta do Volley Köniz e alcançou a nona posição na Copa CEV de 2016.
Seguindo os passos de sua irmã  Anouk Vergé-Dépré passou a competir no vôlei de praia, chegaram a competir juntas no Campeonato Europeu de 2018 sediado em Haia, ocasião que terminaram na nona posição. Em 2016 formava dupla com Selina Marolf na edição do Campeonato Europeu Sub-20 em Antália e terminaram na nona posição.
Em 2017 competiu com Laura Caluori e neste mesmo ano esteve na edição do Campeonato Mundial Sub-21 de 2017 realizado em Nanquim, quando atuou com Esmée Böbner e terminaram na nona posição, mesmo posto obtido na edição do Campeonato Europeu Sub-20 em Vulcano, e juntas terminaram na quarta posição na edição do Campeonato Mundial Universitário de Vôlei de Praia realizado em Munique.
Atuando com Esmée Böbner foram vice-campeãs nacionais em 2018 e no mesmo ano estiveram na edição do Campeonato Europeu Sub-22 em Jūrmala terminando na nona colocação, ainda competiram no Circuito Mundial de 2018 conquistou o primeiro título no Aberto de Ljubljana e o quarto lugar no Aberto de Vaduz, categoria uma estrela, continuaram juntas na edição do Campeonato Europeu Sub-22 de 2019 em Antália e finalizaram na quinta posição, e pelo no Circuito Mundial de 2019 conquistaram o vice-campeonato no Aberto de Montpellier.

## Títulos e resultados
- Torneio 1* de Ljubljana  do Circuito  Mundial de Vôlei de Praia:2018
- Torneio 1* de Montpellier. do Circuito  Mundial de Vôlei de Praia:2019
- Torneio 1* de Vaduz do Circuito  Mundial de Vôlei de Praia:2018
- Campeonato Mundial Universitário de Vôlei de Praia:2018
- Circuito Suíço de Vôlei de Praia:2018